# Punct de stagnare

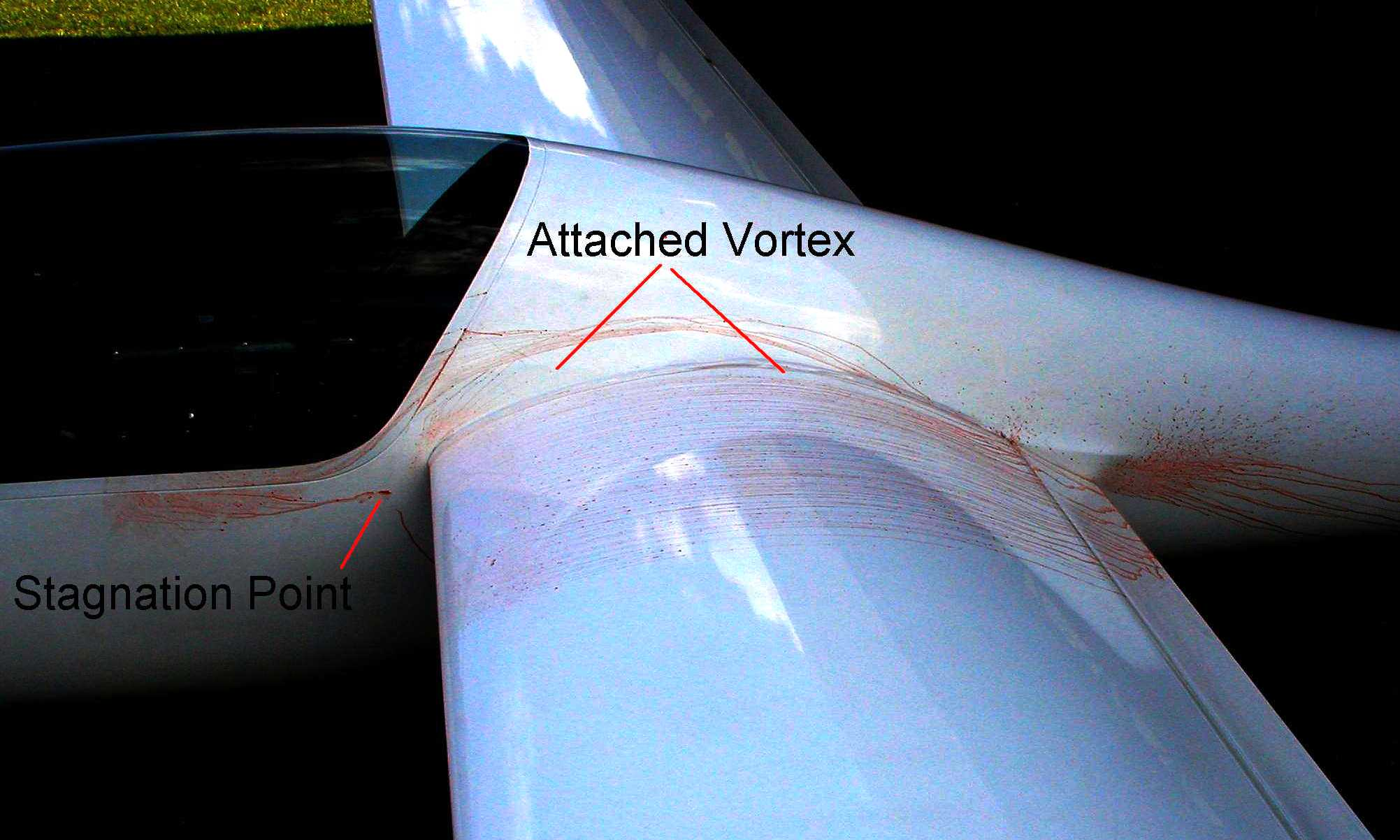
Fotografie care prezintă punctul de stagnare și vârtejuri atașate la îmbinarea de la baza aripii și fuzelajul unui planor Schempp-Hirth Janus C

În termodinamică și dinamica fluidelor un punct de stagnare este un punct într-un câmp de curgere unde viteza locală a fluidului este nulă. Ecuația lui Bernoulli arată că presiunea statică este cea mai mare atunci când viteza este nulă, prin urmare presiunea statică este la valoarea sa maximă în punctele de stagnare: în acest caz, presiunea statică este egală cu presiunea de stagnare.
Ecuația Bernoulli aplicată curgerii incompresibile arată că presiunea de stagnare este egală cu suma dintre presiunea dinamică și presiunea statică. În curgerile compresibile presiunea de stagnare este egală cu presiunea totală, cu condiția ca fluidul care intră în punctul de stagnare să fie adus în repaus izentropic.
Un exemplu amplu, deși surprinzător, de astfel de punct pare să apară în toate cazurile de dinamică a fluidelor, cu excepția celor extreme, sub forma condiției „fără alunecare” – presupunerea că orice porțiune a unui câmp de curgere situată de-a lungul unei frontiere solide constă doar din puncte de stagnare (întrebarea dacă această presupunere reflectă realitatea sau este doar o convenție matematică a fost un subiect continuu de dezbatere de când principiul a fost stabilit prima dată).

## Coeficientul de presiune
Aceste informații pot fi folosite pentru a demonstra că coeficientul de presiune⁠(d) {\displaystyle C_{p}} într-un punct de stagnare este 1:
{\displaystyle C_{p}={\frac {p-p_{\infty }}{p_{d,\infty }}}}
unde:
{\displaystyle p} este presiunea statică în punctul în care este evaluat coeficientul de presiune;
{\displaystyle p_{\infty }} este presiunea statică în curentul liber, adică într-un punct departe de corp – presiunea statică în curgerea neperturbată de corp sau de altceva;
{\displaystyle p_{d,\infty }} este presiunea dinamică în curentul liber.
Presiunea de stagnare minus presiunea statică a curentului liber este egală cu presiunea dinamică a curentului liber. Prin urmare, coeficientul de presiune {\displaystyle C_{p}} în punctele de stagnare este +1.

## Condiția Kutta
Pe un corp aerodinamic, complet imersat într-o curgere potențială, există două puncte de stagnare: unul lângă muchia anterioară și unul lângă muchia posterioară. Pe un corp cu un vârf ascuțit, cum ar fi bordul de fugă al unei aripi, condiția Kutta specifică faptul că un punct de stagnare este localizat în acel punct. Linia de curent⁠(d) într-un punct de stagnare este perpendiculară pe suprafața corpului.